# Do You (Ne-Yo)
Do You è un brano musicale del cantante statunitense Ne-Yo, estratto come secondo singolo dall'album Because of You il 31 luglio 2007.
Sono stati prodotti diversi remix del brano, uno dei quali figura il featuring della cantante Mary J. Blige, mentre un altro distribuito esclusivamente in Giappone della cantante Utada.

## Tracce
12" Vinyl
Lato A
1. Do You (radio edit)
2. Do You (instrumental)

Lato B
1. Ain't Thinking About You (radio edit)
2. Ain't Thinking About You (instrumental)

UK Promo
1. Do You
2. Do You (instrumental)

UK Single
1. Do You
2. Because of You (remix) (featuring Kanye West)

## Classifiche
| Classifica (2007) | Posizione più alta |
| ----------------- | ------------------ |
| Giappone          | 1                  |
| Corea del Sud     | 1                  |
| Regno Unito       | 100                |
| Stati Uniti       | 26                 |
| Stati Uniti (R&B) | 3                  |